# Deon Meyer
Pour les articles homonymes, voir Meyer.
Deon Meyer, né le 4 juillet 1958 à Paarl, est un scénariste, réalisateur et auteur de romans policiers sud-africain. Il écrit en afrikaans.

## Biographie
Deon Meyer passe son enfance à Klerksdorp, dans la province du Nord-Ouest, région des mines d'or. Il fait ses études à l'université de Potchefstroom, avant de travailler comme journaliste pour Die Volksblad, quotidien afrikaner de Bloemfontein. Il est ensuite correspondant de presse, puis rédacteur en publicité.
Son premier roman paraît en 1994, mais il ne connaît pas de traduction en anglais. Ses œuvres suivantes sont traduites dans de nombreuses langues. Elles reflètent la diversité culturelle de l'Afrique du Sud contemporaine, ses tensions et ses difficultés pour vaincre en particulier la corruption et le racisme dans son pays depuis la fin de l'apartheid,. Son deuxième roman publié en afrikaans en 1996, (af) Feniks, traduit en anglais en 1999 (Dead Before Dying), puis en français en 2002 (Jusqu'au dernier) fait connaître Deon Meyer et lui vaut, en France, le Grand Prix de littérature policière. Dans Les Soldats de l'aube (Dead at Daybreak, 2000), qui remporte en France le Prix Mystère de la critique, Zet van Heerden, un ancien et brillant policier du Cap, « enquête pour le compte de l'avocate Hope Beneke sur le meurtre d'un homme tué d'une balle dans la nuque après avoir été torturé. Au cours de ses investigations, Zet découvre que la victime possédait des informations compromettantes sur des affaires racistes datant de l'apartheid impliquant des personnages haut placés. ».
Marié et père de six enfants, Meyer a longtemps été un résident de Melkbosstrand, un village résidentiel historique de la municipalité du Cap, sur la côte ouest, à 35 km au nord du Cap. Au début de l'année 1999, il crée une compagnie Internet, la New Media Digital, une division de New Media Publishing. Il vit désormais à Stellenbosch, dans la province du Cap.
Il est également l'auteur de scénarios pour le cinéma et pour la télévision sud-africaine. En 2013, il écrit et réalise le film Die Laaste Tango.

## Œuvre

### Romans
Ses romans ont été traduits en plus de vingt-cinq langues, dont le français,. Les traductions françaises ne sont pas faites depuis les originaux en afrikaans, mais depuis les traductions sud-africaines en anglais. Quatre exceptions : Spoor (À la trace), Ikarus (En Vrille), Koors (L'Année du Lion)  et Prooi (La Proie), directement traduits depuis l'édition originale en afrikaans par Georges Lory.
- (af) Wie met vuur speel (1994)
- (af) Feniks (1996) - (en) Dead Before Dying (1999) - Grand prix de littérature policière 2003 Publié en français sous le titre Jusqu'au dernier, traduit de l'anglais (Afrique du Sud) par Robert Pépin, Paris, Seuil, coll. « Policiers », 2002, 387 p. (ISBN 2-02-048879-5)
- (af) Orion (2000) - (en) Dead at Daybreak (2000) - Prix Mystère de la critique 2004 Publié en français sous le titre Les Soldats de l'aube, traduit de l'anglais (Afrique du Sud) par Robert Pépin, Paris, Seuil, coll. « Policiers », 2003, 448 p. (ISBN 2-02-048882-5)
- (af) Proteus (2003) - (en) Heart of the Hunter (2003) Publié en français sous le titre L'Âme du chasseur, traduit de l'anglais (Afrique du Sud) par Estelle Roudet, Paris, Seuil, coll. « Policiers », 2005, 422 p. (ISBN 2-02-063150-4)
- (af) Onsigbaar (2007) - (en) Blood Safari (2008) Publié en français sous le titre Lemmer, l'Invisible, traduit de l'anglais (Afrique du Sud) par Estelle Roudet, Paris, Seuil, coll. « Policiers », 2008, 432 p. (ISBN 978-2-02-097760-9)
- (af) Spoor (2010) - (en) Trackers (2011) Publié en français sous le titre À la trace, traduit de l'afrikaans par Marin Dorst, Paris, Seuil, coll. « Policiers », 2012, 724 p.[7] (ISBN 978-2-02-105414-9)
- (af) Koors (2016) - (en) Fever (2017)  Publié en français sous le titre L'Année du lion, traduit de l'afrikaans et de l'anglais par Catherine du Toit et Marie-Caroline Aubert, Paris, Seuil, coll. « Policiers », 2017, 640 p. (ISBN 978-2-02-136508-5)

#### SérieBenny Griessel
1. (af) Infanta (2005) - (en) Devil's Peak (2007) Publié en français sous le titre Le Pic du Diable, traduit de l'anglais (Afrique du Sud) par Estelle Roudet, Paris, Seuil, coll. « Policiers », 2007, 478 p. (ISBN 978-2-02-088543-0)
2. (af) 13 Uur (2008) - (en) 13 Hours (2010) - Prix Barry du meilleur thriller 2011 Publié en français sous le titre 13 heures, traduit de l'anglais (Afrique du Sud) par Estelle Roudet, Paris, Seuil, coll. « Policiers », 2010, 461 p. (ISBN 978-2-020977-69-2)
3. (af) 7 Dae (2011) - (en) Seven Days (2012) Publié en français sous le titre 7 jours, traduit de l'anglais (Afrique du Sud) par Estelle Roudet, Paris, Seuil, coll. « Policiers », 2013, 480 p. (ISBN 978-2-02-108961-5)
4. (af) Kobra (2013) - (en) Cobra (2014) Publié en français sous le titre Kobra, traduit de l'anglais (Afrique du Sud) par Estelle Roudet, Paris, Paris, Seuil, 2014, 439 p. (ISBN 978-2-02-115500-6)
5. (af) Ikarus (2015) - (en) Icarus (2015) Publié en français sous le titre En vrille, traduit de l'afrikaans par Georges Lory, Paris, Seuil, 2016, 480 p. (ISBN 978-2-02-123664-4)
6. (af) Die vrou in die blou mantel (2017) - (en) The Woman in the Blue Coat (2018) Publié en français sous le titre La Femme au manteau bleu, traduit de l'afrikaans par Georges Lory, Paris, Gallimard, coll. « Série noire », 2021, 192 p. (ISBN 978-2-07-285780-5)
7. (af) Prooi (2018) - (en) The Last Hunt (2018) Publié en français sous le titre La Proie, traduit de l'afrikaans par Georges Lory, Paris, Gallimard, coll. « Série noire », 2020, 576 p. (ISBN 978-2-07-285775-1)
8. (af) Donkerdrif (2020) - (en) The Dark Flood (2021) Publié en français sous le titre Cupidité, traduit de l'afrikaans par Georges Lory, Paris, Gallimard, coll. « Série noire », 2022, 592 p. (ISBN 978-2-07-297340-6)
9. (af) Leo (2023) - (en) Leo (2024) Publié en français sous le titre Leo, traduit de l'afrikaans par Georges Lory, Paris, Gallimard, coll. « Série noire », 2024

## Filmographie

### Au cinéma
- 2010 : Jakhalsdans, film sud-africain de Darrell Roodt
- 2013 : Die Laaste Tango, film sud-africain de Deon Meyer
- 2013 : Die Ballade van Robbie de Wee, film sud-africain de Darrell Roodt
- 2024 : L'Ame du chasseur (Heart of the Hunter), film sud-africain de Mandla Dube

### À la télévision
- 2006 : Orion, série télévisée sud-africaine en 10 épisodes
- 2008 : Transito, série télévisée sud-africaine en 10 épisodes
- 2019 : Trackers, série télévisée sud-africaine en 6 épisodes

## Prix et nominations

### Prix
- Grand prix de littérature policière 2003 pour Les Soldats de l'aube[8]
- Prix Mystère de la critique 2004 pour Les Soldats de l'aube[9]
- Prix Barry 2011 du meilleur thriller pour Le Pic du Diable[10]

### Nominations
- Prix International Dagger 2010 Le Pic du Diable[11]
- Prix Macavity 2011 du meilleur roman Le Pic du Diable[12]
- Prix International Dagger 2015 pour Kobra[11]
- Prix International Dagger 2016 pour En vrille[11]
- Prix Barry 2021 du meilleur thriller pour La Proie[10]
- Prix Barry 2023 du meilleur roman pour Cupidité[10]

### Sources
- Claude Mesplède (dir.), Dictionnaire des littératures policières, vol. 2 : J - Z, Nantes, Joseph K, coll. « Temps noir », 2007, 1086 p. (ISBN 978-2-910-68645-1, OCLC 315873361), p. 360.
- Claude Mesplède  et Jean-Jacques Schleret (Éd. rév. de: SN, voyage au bout de la Noire), Les Auteurs de la Série noire, 1945-1995, Nantes, Joseph K, coll. « Temps noir », 1996, 627 p. (ISBN 978-2-910-68611-6, OCLC 300207570), p. 360.